# 勃格留波夫變換
在理论物理中，Bogoliubov变换，又称Bogoliubov-Valatin 变换，是1958年由尼古拉·博戈柳博夫和John George Valatin各自为了求BCS理论在均匀系统中的解而独立发展起来的。   Bogoliubov变换是对正则对易关系或正则反对易关系代数的同构。 Bogoliubov变换通常用于对角化哈密顿量，从而产生相应薛定谔方程的稳态解。 Bogoliubov变换对于理解安鲁效应、霍金辐射、核物理中的配对效应以及许多其他主题也很重要。
Bogoliubov变换通常用于对角化哈密顿量，并相应地对波函数进行变换。因此，在变换后的波函数上使用对角化哈密顿量计算的算子特征值与之前相同。

## 单玻色子模式案例
考虑简谐振子中玻色子产生和湮灭算符的正则对换关系
{\displaystyle \left[{\hat {a}},{\hat {a}}^{\dagger }\right]=1.}
对于常复数{\displaystyle u}和{\displaystyle v} ，定义一对新的运算符
{\displaystyle {\hat {b}}=u{\hat {a}}+v{\hat {a}}^{\dagger },}
{\displaystyle {\hat {b}}^{\dagger }=u^{*}{\hat {a}}^{\dagger }+v^{*}{\hat {a}},}
其中后者是第一个的厄米共轭。
Bogoliubov变换是映射{\displaystyle {\hat {a}}}和{\displaystyle {\hat {a}}^{\dagger }}到{\displaystyle {\hat {b}}}和{\displaystyle {\hat {b}}^{\dagger }}的一种正则变换。为了使得变换是正则的，可以去算对易子从而找到常数{\displaystyle u}和{\displaystyle v}满足的条件，即，
{\displaystyle \left[{\hat {b}},{\hat {b}}^{\dagger }\right]=\left[u{\hat {a}}+v{\hat {a}}^{\dagger },u^{*}{\hat {a}}^{\dagger }+v^{*}{\hat {a}}\right]=\cdots =\left(|u|^{2}-|v|^{2}\right)\left[{\hat {a}},{\hat {a}}^{\dagger }\right].}
那么很明显{\displaystyle |u|^{2}-|v|^{2}=1}是转换能成立的条件。
由于此条件的形式与双曲恒等式所契合
{\displaystyle \cosh ^{2}x-\sinh ^{2}x=1,}
常数{\displaystyle u}和{\displaystyle v}可以很容易地参数化为
{\displaystyle u=e^{i\theta _{1}}\cosh r,}
{\displaystyle v=e^{i\theta _{2}}\sinh r.}
这一变换可以被解释为相空间的线性辛变换。通过与Bloch-Messiah分解比较，两个相位角{\displaystyle \theta _{1}}和{\displaystyle \theta _{2}}对应于正交辛变换（即旋转），而压缩因子{\displaystyle r}对应于对角变换。

### 应用
Bogoliubov变换最重要的应用自然是尼古拉·博戈柳博夫本人讨论的超流背景下的问题。 其他应用包括哈密顿量和反铁磁性理论中的激发。此外，弯曲时空中的量子场论的真空定义发生变化，而这些不同真空之间也可以通过Bogoliubov 变换来尝试联系。这在霍金辐射的推导中有用到。 Bogoliubov变换也广泛用于量子光学，特别是在处理高斯态的幺正变换（例如分束器、移相器和压缩操作）时。

## 费米子模式
对于反对易关系
{\displaystyle \left\{{\hat {a}},{\hat {a}}\right\}=0,\left\{{\hat {a}},{\hat {a}}^{\dagger }\right\}=1,}
Bogoliubov变换受限于{\displaystyle uv=0,|u|^{2}+|v|^{2}=1}。因此，唯一不平凡的可能性是{\displaystyle u=0,|v|=1}，其对应于可能包含相移的粒子-反粒子交换（或多体系统中的粒子-空穴交换）。因此，对于单个粒子，Bogoliubov变换只能在 (1)狄拉克费米子中实现，其粒子和反粒子是不同的（与马约拉纳费米子或手性费米子相反），或 (2) 对于多费米子系统，在其中有不止一种类型的费米子。

### 应用
这里面最重要的应用还是Nikolai Bogoliubov本人的针对BCS超导理论的推导。   这里必须要做Bogoliubov变换的原因主要是在平均场近似下，系统的哈密顿量可以写为原始产生和湮灭算符的双线性项{\displaystyle \langle a_{i}^{+}a_{j}^{+}\rangle }之和，从而必须比通常的Hartree–Fock方法更进一步。特别地，在具有超导配对项的平均场Bogoliubov–de Gennes 哈密顿{\displaystyle \Delta a_{i}^{+}a_{j}^{+}+{\text{h.c.}}}里，Bogoliubov变换给出{\displaystyle b,b^{\dagger }}来湮灭或产生准粒子（每个准粒子都具有明确定义的能量、动量和自旋，但其实际上对应于电子和空穴态的量子叠加的形式），而变换的具体系数{\displaystyle u}和{\displaystyle v}由 Bogoliubov–de Gennes矩阵的特征向量给出。同样在核物理中，因为它可以描述重元素中核子的“配对能量”，这种方法也是适用的。

## 多模案例
接下来所考虑的希尔伯特空间是描述更高维的量子谐振子的空间（通常是无限维的）。
相应哈密顿量的基态被所有的湮灭算子湮灭：
{\displaystyle \forall i\qquad a_{i}|0\rangle =0.}
所有激发态都由一些产生算符作用在基态的态的线性组合获得：
{\displaystyle \prod _{k=1}^{n}a_{i_{k}}^{\dagger }|0\rangle .}
可以做线性变换重新定义创建和湮灭算符：
{\displaystyle a'_{i}=\sum _{j}(u_{ij}a_{j}+v_{ij}a_{j}^{\dagger }),}
其中系数{\displaystyle u_{ij},v_{ij}}必须满足一定的规则才能保证湮灭算符和生成算符{\displaystyle a_{i}^{\prime \dagger }} ，由Hermitian共轭给出，具有相同的玻色子的对于关系或费米子反对易关系。
上面的等式定义了算子的 Bogoliubov 变换。
被所有{\displaystyle a'_{i}}作用都等于零的基态不同于原来的基态{\displaystyle |0\rangle }。这里可以认为是算符或者量子态，二者其一进行了Bogoliubov变换。它们也可以定义为压缩态。 BCS 波函数是费米子压缩相干态的一个例子。

## 统一的矩阵描述
因为Bogoliubov变换是算符的线性重组，所以将它们写成矩阵变换更方便简洁。如果一对湮灭算符{\displaystyle (a,b)}按照下面变化
{\displaystyle {\begin{pmatrix}\alpha \\\beta \end{pmatrix}}=U{\begin{pmatrix}a\\b\end{pmatrix}}}
其中{\displaystyle U}是一个{\displaystyle 2\times 2}矩阵。那么自然
{\displaystyle {\begin{pmatrix}\alpha ^{\dagger }\\\beta ^{\dagger }\end{pmatrix}}=U^{*}{\begin{pmatrix}a^{\dagger }\\b^{\dagger }\end{pmatrix}}}
对于费米子算符，对易关系的要求体现在对矩阵{\displaystyle U}的两个条件，即
{\displaystyle U={\begin{pmatrix}u&v\\-v^{*}&u^{*}\end{pmatrix}}}
和
{\displaystyle |u|^{2}+|v|^{2}=1}
对于玻色子算子，对易关系需要
{\displaystyle U={\begin{pmatrix}u&v\\v^{*}&u^{*}\end{pmatrix}}}
和
{\displaystyle |u|^{2}-|v|^{2}=1}
这些条件可以统一写成
{\displaystyle U\Gamma _{\pm }U^{\dagger }=\Gamma _{\pm }}
其中
{\displaystyle \Gamma _{\pm }={\begin{pmatrix}1&0\\0&\pm 1\end{pmatrix}}}
而{\displaystyle \Gamma _{\pm }}分别适用于费米子和玻色子。

### 使用矩阵描述对角化二次哈密顿量
Bogoliubov变换让我们通过对角化矩阵{\displaystyle \Gamma _{\pm }H} 来对角化二次哈密顿量
{\displaystyle {\hat {H}}={\begin{pmatrix}a^{\dagger }&b^{\dagger }\end{pmatrix}}H{\begin{pmatrix}a\\b\end{pmatrix}}.}
在上面的符号中，区分运算符{\displaystyle {\hat {H}}}和矩阵{\displaystyle H}很重要。这个通过重写{\displaystyle {\hat {H}}}看到
{\displaystyle {\hat {H}}={\begin{pmatrix}\alpha ^{\dagger }&\beta ^{\dagger }\end{pmatrix}}\Gamma _{\pm }U(\Gamma _{\pm }H)U^{-1}{\begin{pmatrix}\alpha \\\beta \end{pmatrix}}}
而{\displaystyle \Gamma _{\pm }U(\Gamma _{\pm }H)U^{-1}=D}当且仅当{\displaystyle U}对角化了{\displaystyle \Gamma _{\pm }H} ，即{\displaystyle U(\Gamma _{\pm }H)U^{-1}=\Gamma _{\pm }D} 。
下面列出了 Bogoliubov变换的一些有用的性质。
|            | 玻色子                                                                  | 费米子                                                                 |
| ---------- | ----------------------------------------------------------------------- | ---------------------------------------------------------------------- |
| 变换矩阵   | {\displaystyle U={\begin{pmatrix}u&v\\v^{*}&u^{*}\end{pmatrix}}}        | {\displaystyle U={\begin{pmatrix}u&v\\-v^{*}&u^{*}\end{pmatrix}}}      |
| 逆变换矩阵 | {\displaystyle U^{-1}={\begin{pmatrix}u^{*}&-v\\-v^{*}&u\end{pmatrix}}} | {\displaystyle U^{-1}={\begin{pmatrix}u^{*}&-v\\v^{*}&u\end{pmatrix}}} |
| 伽马       | {\displaystyle \Gamma ={\begin{pmatrix}1&0\\0&-1\end{pmatrix}}}         | {\displaystyle \Gamma ={\begin{pmatrix}1&0\\0&1\end{pmatrix}}}         |
| 对角化     | {\displaystyle U(\Gamma H)U^{-1}=\Gamma D}                              | {\displaystyle UHU^{-1}=D}                                             |